# Saurita submacula
Saurita submacula är en fjärilsart som beskrevs av William Schaus 1911. Saurita submacula ingår i släktet Saurita och familjen björnspinnare. Inga underarter finns listade.